# Giovanni Battista Ciceri
Pour les articles homonymes, voir Ciceri.
Giovanni Battista Ciceri (Pescia, XVIIe – XVIIIe siècle) est un peintre italien et décorateur qui fut actif pendant la période baroque, principalement à Florence, spécialisé en quadratura et en décor de stuc. 

## Biographie
Giovanni Battista Ciceri a été l'élève de Jacopo Chiavistelli. 

## Autres œuvres
- Décoration en stuc, Cappella Tornaquinci (Anges de Filippo Maria Galletti) Florence ;
- Statue d'un Ange portant la Croix.